# Доманевек-Перший
Доманевек-Перший (пол. Domaniewek Pierwszy) — село в Польщі, у гміні Ожарув-Мазовецький Варшавського-Західного повіту Мазовецького воєводства.
Населення — 64 особи (2011).
У 1975-1998 роках село належало до Варшавського воєводства.

## Демографія
Демографічна структура станом на 31 березня 2011 року:
|          | Загалом | Допрацездатний вік | Працездатний вік | Постпрацездатний вік |
| -------- | ------- | ------------------ | ---------------- | -------------------- |
| Чоловіки | 35      | 2                  | 25               | 8                    |
| Жінки    | 29      | 2                  | 20               | 7                    |
| Разом    | 64      | 4                  | 45               | 15                   |